# Leptoxis occultata
†Leptoxis occultata là một loài ốc nước ngọt có mang và nắp, là động vật thân mềm chân bụng sống dưới nước trong họ Pleuroceridae. Đây là loài đặc hữu của Hoa Kỳ và là loài đã tuyệt chủng.